# Cotycuara albomarginata
Cotycuara albomarginata är en skalbaggsart som beskrevs av Maria Helena M. Galileo och Martins 2004. Cotycuara albomarginata ingår i släktet Cotycuara och familjen långhorningar.
Artens utbredningsområde är:
- Costa Rica.
- Panama.

Inga underarter finns listade i Catalogue of Life.